# 玛丽特·斯滕贝亨
玛丽特·斯滕贝亨（荷蘭語：Marrit Steenbergen，2000年1月11日—）生于东斯泰灵韦夫，是一名荷兰女子游泳运动员，主攻自由泳和混合泳。她于2007年开始参加比赛。2017年开始，由于饱受肩伤困扰，同时还要兼顾学业，她有相当长的一段时间未能在大型赛事中出场。